# Матирен Жак Брисон
Матирен Жак Брисон (фр. Mathurin Jacques Brisson; 30. април 1723. – 23. јуни 1806) — био је француски зоолог и природњак.
Рођен је у Фонтне ле Конту. Први део живота посветио је природној историји и написао неколико стручних дела, као што су „Животињско царство“ (Le Règne animal, 1756) и „Орнитологија“ (Ornithologie, 1760). Постао је члан Француске академије наука 1759.
Радио је као помоћник научника Р. А. Реомира. На кратко је краљевској породици био предавач физике и природне историје. Био је именован за професора „физике“ на Наварском колеџу. Најзначајније дело из ове области му је „Специфична тежина тела“ (Pesanteur Spécifique des Corps, 1787), но издао је још неколико књига из области физике која су својевремено важила за веома цењена дела.
Умро је у Кроаси на Сени, у близини Париза.

## Дела
- Regnum animale in classes IX distributum sive Synopsis methodica. Haak, Paris, Leiden 1756–62.
- Ornithologia, sive Synopsis methodica sistens avium divisionem in ordines, sectiones, genera, species, ipsarumque varietates. Bauche, Paris, Leiden 1760–63
- Supplementum Ornithologiæ sive Citationes, descriptionesque antea omissæ & species de novo adjectæ, ad suaquaque genera redactæ. Paris 1760.
- Lettres de deux Espagnols sur les manufactures. Vergera 1769.
- Dictionnaire raisonné de physique. Thou, Paris 1781–1800.
- Observations sur les nouvelles découvertes aërostatiques. Lamy, Paris 1784.
- Pesanteur spécifique des corps. Paris 1787.
- Traité élémentaire ou Principes de physique. Moutard & Bossange, Paris 1789–1803.
- Trattato elementare ovvero Principi di fisica. Grazioli, Florenz 1791.
- Die spezifischen Gewichte der Körper. Leipzig 1795.
- Suplemento al Diccionario universal de física. Cano, Madrid 1796–1802.
- Principes élémentaires de l'histoire naturelle et chymique des substances minérales. Paris 1797.
- Anfangsgründe der Naturgeschichte und Chemie der Mineralien. Mainz 1799.
- Instruction sur les nouveaux poids et mesures. Paris 1799.
- Elémens ou Principes physico-chymiques. Bossange, Paris 1800.
- Elements of the natural history and chymical analysis of mineral substances. Ritchie, Walker, Vernor & Hood, London 1800.
- Tratado elemental ó principios de física. Madrid 1803/04.